# PRODUCE 101
《PRODUCE 101》(프로듀스 101)은 2016년에 엠넷에서 방송되었던 아이돌 서바이벌 프로그램이다.

## 개요
2015년 12월 17일 《엠카운트다운》에서 노래 〈PICK ME〉를 불렀다. 12월 18일부터 참가자들의 소개 영상이 차례로 공개되었다.

## 진행 방식

### 설명
대형 기획사, 중소 기획사, 개인 연습생 등 다양한 소속사의 연습생 101명 이 모여서 대한민국 대표 걸그룹 기획 프로젝트에 참여하는 것이다. 최종으로 11명이 데뷔한 뒤 1년간 활동한다.

### 진행 방식
연습생 101명을 대상으로 A ~ F 등급과 매주 방송을 통해서 국민 프로듀서 온라인 투표제를 실시하여 순위를 매겨 탈락시킨다.

## 최종 선발
- 전소미가 우승, 김세정이 준우승을 했으며, 전소미, 김세정, 최유정, 김청하, 김소혜, 주결경, 정채연, 김도연, 강미나, 임나영, 유연정 총 11명이 아이오아이로 데뷔했다.
- 12위 이후의 등수로 탈락한 인원 중 5명은 팬들의 요청에 의해 프로젝트 걸그룹 아이비아이로 데뷔했다.

| 순위 | 이름   | 예명 | 소속사                             | 소속그룹                                            |
| ---- | ------ | ---- | ---------------------------------- | --------------------------------------------------- |
| 1위  | 전소미 | 소미 | 더블랙, 인터스코프, 前JYP          | 前I.O.I, 前언니쓰, 前옆집소녀                       |
| 2위  | 김세정 | 세정 | 젤리피쉬                           | 前구구단, 前구구단세미나, 前I.O.I                   |
| 3위  | 최유정 | 유정 | 판타지오                           | 위키미키, 우주미키, 前I.O.I                         |
| 4위  | 김찬미 | 청하 | MNH, 88라이징, ICM Partners, 前JYP | 前I.O.I                                             |
| 5위  | 김소혜 |      | S&P, 前레드라인                    | 前I.O.I                                             |
| 6위  | 周洁琼 | 결경 | 플레디스                           | 前I.O.I, 前프리스틴, 前PRISTIN V                    |
| 7위  | 정채연 |      | 포켓돌스튜디오                     | DIA, 빈챈현스S, 前I.O.I                             |
| 8위  | 김도연 | 도연 | 판타지오                           | 위키미키, 우주미키, 前I.O.I                         |
| 9위  | 강미나 | 미나 | 젤리피쉬                           | 前구구단, 前구구단세미나, 前I.O.I, 前구구단오구오구 |
| 10위 | 임나영 | 나영 | 써브라임, 前플레디스               | 前I.O.I, 前프리스틴, 前PRISTIN V                    |
| 11위 | 유연정 | 연정 | 스타쉽, 위에화, 前SM               | 우주소녀, Natural Unit, 포레우스, 前I.O.I           |

## 시청률
아래의 파란색 숫자는 '최저 시청률'이고, 빨간색 숫자는 '최고 시청률'입니다.

시청률조사회사와 지역별로 시청률에 차이가 있을 수 있습니다. 
| 회차 | 방송일자        | 시청률     | 시청률      |
| 회차 | 방송일자        | AGB 시청률 | TNmS 시청률 |
| ---- | --------------- | ---------- | ----------- |
| 1화  | 2016년 1월 22일 | 1.0%       | 0.5%        |
| 2화  | 2016년 1월 29일 | 1.6%       | 1.1%        |
| 3화  | 2016년 2월 5일  | 1.8%       | 1.5%        |
| 4화  | 2016년 2월 12일 | 3.3%       | 3.0%        |
| 5화  | 2016년 2월 19일 | 3.5%       | 3.6%        |
| 6화  | 2016년 2월 26일 | 3.4%       | 3.6%        |
| 7화  | 2016년 3월 4일  | 3.8%       | 3.4%        |
| 8화  | 2016년 3월 11일 | 3.7%       | 3.0%        |
| 9화  | 2016년 3월 18일 | 3.0%       | 3.1%        |
| 10화 | 2016년 3월 25일 | 3.7%       | 4.1%        |
| 11화 | 2016년 4월 1일  | 4.4%       | 3.7%        |

## 편성 변경
- 2월 19일 - 방송 사정상 원래 방송 시간인 오후11시에서 50분 지연 방송되었다.
- 4월 1일 - 마지막회 생방송을 이유로 4월 2일 오전1시 43분까지 방송되었다.

## 기타
- 간발의 차이로 아이오아이로 최종선발되지 못한 연습생 중 5명은 팬들의 요구에 의해 프로젝트 걸 그룹 아이비아이(I.B.I)를 결성해 활동하였다.

## 동일 소재 프로그램
서바이벌 오디션
- 슈퍼스타K 시리즈 (Mnet)
- 스타 오디션 위대한 탄생 시리즈 (MBC 예능본부 제작)
- K팝스타 시리즈 (SBS 예능본부 제작)
- Show Me The Money 시리즈 (Mnet)
- 슈퍼스타 서바이벌 (2006, SBS 예능본부 제작)
- PRODUCE 101 시즌 2 (2016, Mnet)
- PRODUCE 48 (2018, Mnet)
- PRODUCE X 101 (2019, Mnet)
- 소년24 (2016, Mnet)
- 아이돌학교 (2017, Mnet)
- 아이돌 리부팅 프로젝트 더 유닛 (2017, KBS 예능본부 제작)
- 믹스나인 (2017, JTBC)
- 언더나인틴 (2018, MBC 예능본부 제작)
- 슈퍼밴드 (2019, JTBC)
- 보이스퀸 (2019, MBN)
- 내일은 미스트롯 (2019, TV조선 예능본부 제작)
- 내일은 미스트롯 2 (2020, TV조선 예능본부 제작)
- 내일은 미스터트롯 (2020, TV조선 예능본부 제작)
- 트롯신이 떴다 (2020, SBS 예능본부 제작)
- 트로트퀸 (2020, MBN)
- I-LAND (2020, Mnet)
- 트로트의 민족 (2020, MBC 예능본부 제작)
- 트롯 전국체전 (2020, KBS 예능본부 제작)
- 보이스킹 (2021, MBN)
- LOUD (2021, SBS 예능본부 제작)
- 방과후 설렘 (2021,MBC tv)

트로트 소재 예능
- 트로트 엑스 (2014, Mnet)
- 놀면 뭐하니? - 뽕포유 (2019, MBC 예능본부)
- 나는 트로트 가수다 (2020, MBC 에브리원)
- 트롯신이 떴다 (2020, SBS 예능본부 제작)
- 보이스 트롯 (2020, MBN)

## 같이 보기
- SIXTEEN